# Cobitis hellenica
Cobitis hellenica – gatunek ryby z rodziny piskorzowatych (Cobitidae), występujący endemicznie w rzekach Louros i Thyamis w Grecji. Jest zagrożony wyginięciem z powodu niszczenia jego siedlisk. Analizy kladystyczne sekwencji nukleotydów DNA (nDNA RAG1, introny białka rybosomalnego S7 oraz cytochrom b mtDNA) wskazują na jego bardzo bliskie pokrewieństwo z C. arachthosensis. Gatunki te powstały bowiem na drodze specjacji parapatrycznej.